# Tamara Dollák
Tamara Dollák (ur. 4 czerwca 1999) – węgierska zapaśniczka startująca w stylu wolnym. Zajęła dwunaste miejsce na mistrzostwach świata w 2023. Brązowa medalistka mistrzostw Europy w 2022, a także MŚ wojskowych w 2025.
Wicemistrzyni Europy U-23 w 2021; trzecia w 2022. Trzecia na ME juniorów w 2019 i kadetów w 2014 roku.